# لينوكس ميلر
لينوكس ميلر (بالإنجليزية: Lennox Miller) هو عداء سريع جامايكي، ولد في 8 أكتوبر 1946 في كينغستون في جامايكا، وتوفي في 8 نوفمبر 2004 في باسادينا في الولايات المتحدة بسبب سرطان.

## وصلات خارجية
- لينوكس ميلر على موقع الاتحاد الدولي لألعاب القوى (الإنجليزية)
- لينوكس ميلر على موقع اللجنة الأولمبية الدولية (الإنجليزية)
- لينوكس ميلر على موقع أوليمبيديا (الإنجليزية)
- لينوكس ميلر على موقع اتحاد ألعاب الكومنولث (مؤرشف) (الإنجليزية)